# 洪流玄武岩
洪流式玄武岩（英語：Flood basalt）為一種不同於中央爆發，而從線狀裂縫噴發的爆發型態，常發生於裂谷，並因為熱柱中黏滯性小的岩漿短時間內噴發而產生。

## 另見
- 大型火成岩区域
- 海底高原
- 超级火山
- 熔岩台地